# Muzeul de etnografie din Câmpulung
Muzeul de etnografie din Câmpulung este un monument istoric aflat pe teritoriul municipiului Câmpulung, operă a Dimitrie Ionescu-Berechet arhitect în 192.